# Klinhus

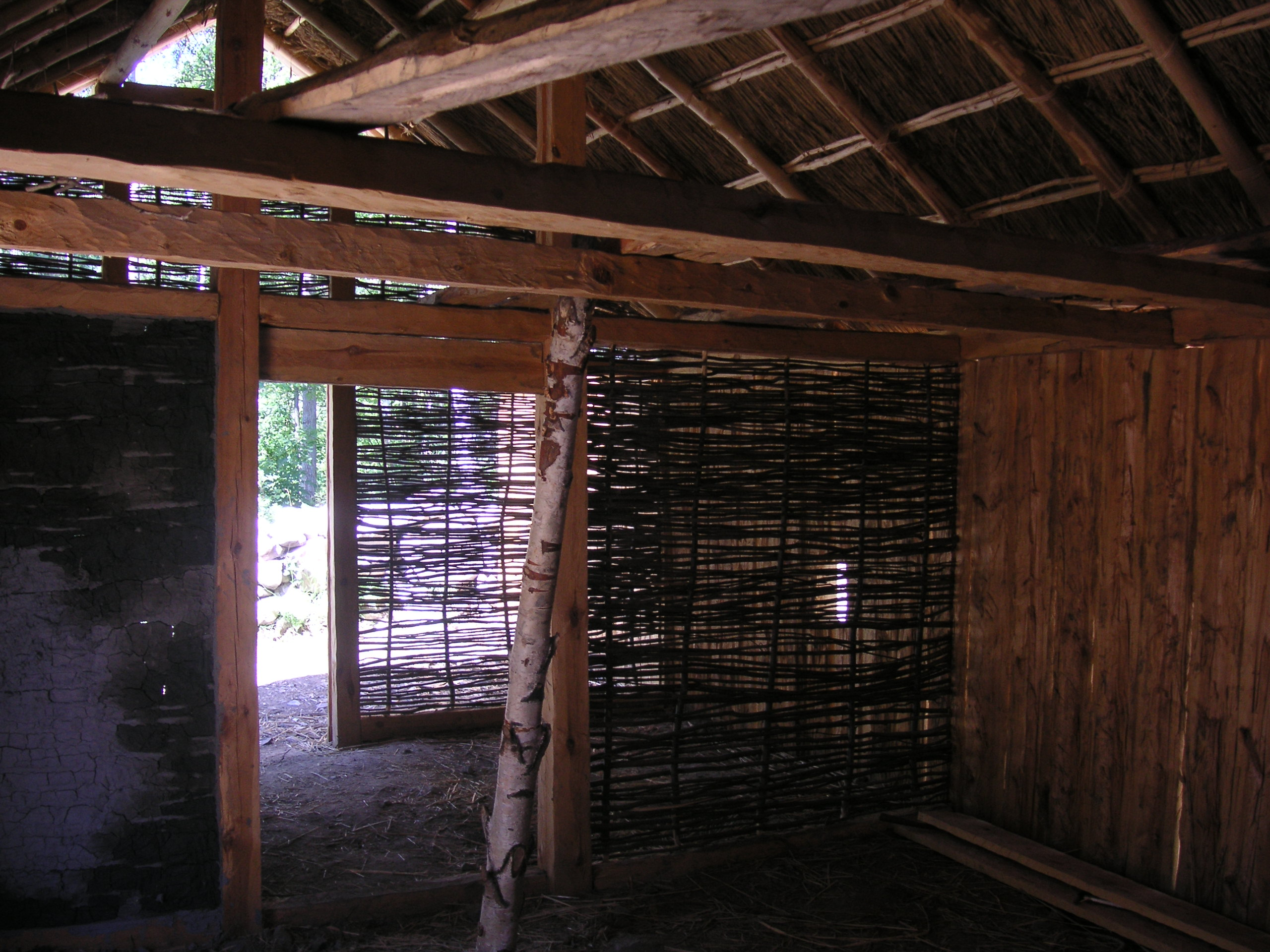
Rekonstruktion av ett klinhus på Birka

Klinhus, byggnad vars väggar består av stakar och flätverk, som tätats med en blandning innehållande bland annat lera ("lerklining").
Korsvirkeshus var tidigare ofta klinade i mellanrummen mellan bjälkarna. Klinhus fanns i vårt land redan under stenåldern, men i historisk tid framför allt i Skåne.